# گرین تاپ (میزوری)
گرین تاپ (به انگلیسی: Greentop) یک شهر در ایالات متحده آمریکا است که در میزوری واقع شده‌است. گرین تاپ ۲٫۱۲ کیلومتر مربع مساحت و ۴۴۲ نفر جمعیت دارد و ۳۰۰ متر بالاتر از سطح دریا قرار دارد.